# Riópar
Riópar – gmina w Hiszpanii, w prowincji Albacete, w Kastylii-La Mancha, o powierzchni 80,92 km². W 2011 roku gmina liczyła 1463 mieszkańców.